# Vithicab
Vithicab (latin. Vithicabius; † 368) était de 360 à 368 le roi alaman des Brisgauviens. Il est le fils de Vadomar.
Vithicab endossa après le bannissement de son père Vadomar la royauté offerte par le César Julien et sera décrit par Ammianus Marcellinus comme le plus faible et le plus frêle des garçons.
Malgré la promesse des Brisgauviens faite au César Julien, de tenir une paix permanente, Vithicab renouvela des agressions et des actes de violence sur le territoire romain. En 368 l'empereur Valentinien Ier laissa un assassin s'occuper de l'éliminer.